# ابراهیم آبادی
ابراهیم‌ آبادی (زادهٔ ۲۴ مرداد ۱۳۱۳ – درگذشته ۹ آبان ۱۳۹۸) بازیگر سینما، تئاتر و تلویزیون اهل ایران بود.

## زندگی هنری
ابراهیم آبادی در دوران دبیرستان به هنر نمایش علاقه‌مند شد و در کلاس‌های تئاتر هنرهای زیبای کشور که به وسیلهٔ مربیان خارجی در مدارس تشکیل شده بود امتحان داد. پس از قبولی در دوره ای یک ساله زیر نظر داویدسون و کوتکیم دانش آموخت.
وی سپس به هنرستان هنرپیشگی رفت و زیر نظر اساتیدی همچون علی‌اصغر گرمسیری و هوشنگ سارنگ هنرستان را به پایان رساند. برای ادامهٔ تحصیل به شهر پراگ واقع در کشور چکسلواکی (جمهوری چک در حال حاضر) رفت و پس از پنج سال در مقطع کارشناسی کارگردانی نمایش و بازیگری از آکادمی هنرهای دراماتیک فارغ‌التحصیل شد. وی هم‌زمان در تئاترهای حرفه‌ای نیز کار کرد. او پس از ۱۴ سال از چکسلواکی به ایران بازگشت و در اداره برنامه‌های تئاتر و خانه نمایش استخدام شد و در شماری از مراکز استان‌های کشور (۷ سال در ارومیه، ۱ سال در گرگان و ۸ سال در تبریز) مشغول به فعالیت هنری بود. آبادی در همهٔ آن شهرها، اقدام به برپایی کلاس‌ها و گروه‌های تئاتری کرده و نزدیک به ۶۰ نمایشنامه به کوشش گروه‌های پدیدآورده، برپا کرد. وی فعالیت در تئاتر را در سال ۱۳۳۲ با بازی در نمایش حقه باز آغاز کرد و در سال ۱۳۷۲ از تئاتر بازنشسته شد. او حضورهای متعددی در جشنواره‌های تئاتری داشت از جمله در جشنواره تئاتر فجر سال ۱۳۶۲ که تئاتر فرمان عاشورا را با کارگردانی خود به روی صحنه برد. از دیگر آثار آن سال می‌توان به خرقه ارغوانی اثر حسین نوری و مظلوم پنجم اثر رضا صابری اشاره کرد. آبادی در تمام سال‌های فعالیت حرفه‌ای خود علاوه بر فعالیت در تئاتر، در فیلم‌ها و سریال‌های بسیاری ایفای نقش کرده است. وی فعالیت سینمایی را از سال ۱۳۶۳ با بازی در فیلم زائر خلف در نقش یدالله نوعصری آغاز کرد. از برخی از فیلم‌هایی که آبادی در آنها نقش آفرینی کرده است می توان به بوی کافور عطر یاس، توکیو بدون توقف، «صد سال به این سال‌ها اشاره کرد. سریال‌های مختارنامه، پاورچین، شب دهم و معصومیت از دست رفته از جمله آثار شناخته شده وی در تلویزیون هستند.
ابراهیم آبادی فعالیت سینمایی را از سال ۱۳۶۳ با بازی در فیلم زائر خلف در نقش یدالله نوعصری آغاز کرد.
او چندین بار ناظر جشنواره تئاتر در تهران و شهرستان‌ها بود. وی چهار دوره، جزو هیئت برگزارکننده جشنواره شهیدان محراب در تبریز بود و برای شرکت‌کنندگان، دوره فشرده تئاتر تشکیل می‌داد. همچنین چهار دوره، عضو شورای مرکزی انجمن بازیگران سینمای ایران در خانه سینما و چهار دوره داور فیلم‌های سینمای ایران در جشن خانه سینما بود.

## زندگی‌نامه شخصی
ابراهیم آبادی در ۲۴ مرداد ۱۳۱۳ در محله کوچه باغ تبریز چشم به جهان گشود. وی تا کلاس پنجم ابتدایی در تبریز به مدرسه رفت و دبیرستان را در تهران به پایان رساند. وی در جوانی با ملیحه ابراهیمی ازدواج کرده و دارای ۵ فرزند شد. ملیحه ابراهیمی گریمور و بازیگر متولد ۱۳۱۹ در تبریز بوده و دارای مدرک فوق دیپلم چهره‌پردازی از پراگ است. وی نخستین بازی خود را در نمایش با شرف‌ها انجام داد و با فیلم سینمایی الماس سی و سه در سال ۱۳۴۶ وارد سینما شد.
آبادی از ۱۹ مهر ۱۳۹۸ به‌علت بیماری شش در بیمارستانی در تهران در کما به سر می‌بُرد. او در ۲۹ مهر ۱۳۹۸ مورد عمل جراحی تکه‌برداری از شش قرار گرفت و پس از آن به کما رفت. ابراهیم آبادی در ساعت ۱۷ عصر روز ۹ آبان ۱۳۹۸ درگذشت.

## دیدگاه
آبادی چندی پیش از مسئولان فرهنگ و هنر خواست که فکری به حال هنرمندان پیشکسوت کنند، نگذارند هنر به یغما برود و هرکسی بدون تربیت، پرورش، و آموزش لازم وارد این حرفه شود. ابراهیم آبادی در این باره گفت:
«خواسته ما این است که یک مقدار بیشتر به هنرمندان محبت کنند؛ نه تنها هنرمندان که در جامعه کسانی هستند که هنرمند واقعی‌اند، ولی گلوی گشادی ندارند که بتوانند حرف بزنند و ساکت و راحت در منزل نشسته‌اند و محتاجند؛ کسی نیست به آن‌ها کمک کند. حقیقت امر این است که هنرمندانی هستند که محتاج واقعی‌اند؛ حتی محتاج دارو… »

## جوایز و افتخارات
نامزد سیمرغ بلورین بهترین بازیگر نقش دوم مرد نهمین دوره جشنواره فیلم فجر برای نقش آفرینی در فیلم آپارتمان شماره ۱۳.

## فیلم‌شناسی

### سینما
| سال  | نام                 | کارگردان         | نقش                      |
| ---- | ------------------- | ---------------- | ------------------------ |
| ۱۳۸۶ | دیوار               | محمدعلی طالبی    |                          |
| ۱۳۸۶ | صد سال به این سال‌ها | سامان مقدم       |                          |
| ۱۳۸۵ | هر چی تو بخوای      | محمد متوسلانی    |                          |
| ۱۳۸۴ | از دوردست           | رامین محسنی      |                          |
| ۱۳۸۴ | قلقلک               | مسعود نوابی      |                          |
| ۱۳۸۲ | من بن لادن نیستم    | احمد طالبی نژاد  |                          |
| ۱۳۸۱ | توکیو بدون توقف     | سعید عالم‌زاده    |                          |
| ۱۳۸۰ | مربای شیرین         | مرضیه برومند     |                          |
| ۱۳۷۹ | همسر دلخواه من      | افشین شرکت       |                          |
| ۱۳۷۸ | آسمان پرستاره       | حسن قلی‌زاده      |                          |
| ۱۳۷۸ | بوی کافور، عطر یاس  | بهمن فرمان‌آرا    | ابراهیم آبادی            |
| ۱۳۷۸ | مومیایی ۳           | محمدرضا هنرمند   |                          |
| ۱۳۷۶ | بدلکاران            | مهدی صباغ‌زاده    |                          |
| ۱۳۷۶ | پشت دیوار شب        | مهران تأییدی     |                          |
| ۱۳۷۶ | دنیای وارونه        | شهریار بحرانی    |                          |
| ۱۳۷۵ | ابراهیم             | حمیدرضا محسنی    |                          |
| ۱۳۷۴ | تعطیلات تابستانی    | فریدون حسن پور   |                          |
| ۱۳۷۴ | توطئه               | علی قوی تن       |                          |
| ۱۳۷۴ | مرد نامرئی          | فریال بهزاد      |                          |
| ۱۳۷۴ | یحیی                | حسین فرخی        |                          |
| ۱۳۷۳ | بوی خوش زندگی       | ابوالحسن داوودی  |                          |
| ۱۳۷۳ | حسرت                | حسن محمدزاده     |                          |
| ۱۳۷۳ | می‌خواهم زنده بمانم  | ایرج قادری       |                          |
| ۱۳۷۲ | همه دختران من       | اسماعیل سلطانیان |                          |
| ۱۳۷۱ | تماس شیطانی         | حسن قلی زاده     |                          |
| ۱۳۷۱ | مرد ناتمام          | محرم زینال‌زاده   |                          |
| ۱۳۶۹ | آپارتمان شماره ۱۳   | یدالله صمدی      |                          |
| ۱۳۶۹ | ملک خاتون           | حسن محمدزاده     | طالب                     |
| ۱۳۶۹ | همه یک ملت          | حسین مختاری      |                          |
| ۱۳۶۸ | پرواز پنجم ژوئن     | علیرضا سمیع آذر  |                          |
| ۱۳۶۸ | دزد عروسک‌ها         | محمدرضا هنرمند   |                          |
| ۱۳۶۸ | عبور از غبار        | پوران درخشنده    | در نقش همسایه‌ی آقای بختی |
| ۱۳۶۷ | پنجره               | امیر توسل        |                          |
| ۱۳۶۷ | عروسی خوبان         | محسن مخملباف     |                          |
| ۱۳۶۷ | گراند سینم          | حسن هدایت        |                          |
| ۱۳۶۶ | ایستگاه             | یدالله صمدی      |                          |
| ۱۳۶۶ | ردپایی بر شن        | محمدرضا هنرمند   |                          |
| ۱۳۶۴ | بایکوت              | محسن مخملباف     |                          |
| ۱۳۶۴ | زنگ‌ها               | محمدرضا هنرمند   |                          |
| ۱۳۶۳ | زائر خلف            | یدالله نوعصری    |                          |

### تلویزیون
| سال       | نام                            | سمت          | کارگردان                  | توضیحات                                                      |        |
| --------- | ------------------------------ | ------------ | ------------------------- | ------------------------------------------------------------ | ------ |
| ۱۳۹۴–۱۳۹۵ | پادری                          | بازیگر       | محمدحسین لطیفی            | شبکه ۱                                                       |        |
| ۱۳۹۲      | تله‌فیلم «ایستاده در آغاز»      | بازیگر       | سیدمحمدرضا میرمحمد        | شبکه قرآن و معارف                                            |        |
| ۱۳۹۱      | تله‌فیلم «من کجا خوابم برد؟»    | بازیگر       | جواد کاسه‌ساز              | شبکه ۱                                                       |        |
| ۱۳۹۱–۱۳۹۰ | تله‌فیلم «تلسکوپ»               | بازیگر       | جواد مزدآبادی             | حوزه هنری و صدا و سیمای مرکز تبریز                           |        |
| ۱۳۸۹      | تله‌فیلم «یه قندون نمک»         | بازیگر       | منوچهر صفرخانی            | این تله‌فیلم در آغاز «راز پیرمردها» نام داشت.                 | [ ۱۲ ] |
| ۱۳۸۹      | دوز چورک                       | بازیگر       | حسین پورستار              | محصول سیمای مرکز آذربایجان شرقی                              |        |
| ۱۳۸۹      | تله‌فیلم «سکوت شکسته»           | بازیگر       | حمید اصغری تتماج          |                                                              |        |
| ۱۳۸۹–۱۳۸۸ | پرانتز باز                     | بازیگر       | کیومرث پوراحمد            |                                                              |        |
| ۱۳۸۸–۱۳۸۳ | مختارنامه                      | بازیگر       | داوود میرباقری            | در سال ۱۳۸۹ از شبکه ۱ پخش شد.                                |        |
| ۱۳۸۸      | خسته‌دلان                       | بازیگر       | سیروس الوند               | شبکه ۱                                                       |        |
| ۱۳۸۸      | تله‌فیلم «ایلیا»                | بازیگر       | پویان طایفه               | شبکه ۱                                                       |        |
| ۱۳۸۷–۱۳۸۸ | گلستان                         | بازیگر       | سیدمحمد مختاری            | شبکه قرآن                                                    |        |
| ۱۳۸۷      | مسافر زمان ۲                   | بازیگر       | مسعود نوابی               |                                                              |        |
| ۱۳۸۷      | تله فیلم «آشیانه‌ای برای زندگی» | بازیگر       | حمید طالقانی              | شبکه ۱                                                       |        |
| ۱۳۸۷–۱۳۸۲ | در چشم باد                     | بازیگر       | مسعود جعفری جوزانی        | محصول سیما فیلم، شبکه یک                                     |        |
| ۱۳۸۶      | تله‌فیلم «شهردار»               | بازیگر       | حسین تبریزی               | شبکه ۲                                                       |        |
| ۱۳۸۵      | روز رفتن                       | بازیگر       | جواد افشار                | شبکه ۵                                                       |        |
| ۱۳۸۵      | بایرام                         | بازیگر       | مسعود نوابی               | شبکه ۵                                                       |        |
| ۱۳۸۴      | حس سوم                         | بازیگر       | مهدی فخیم‌زاده             | شبکه                                                         |        |
| ۱۳۸۴      | پایان نمایش                    | بازیگر       | بهمن زرین‌پور              | شبکه ۱                                                       |        |
| ۱۳۸۳      | ماجراهای تقی‌جان                | بازیگر       | مرضیه محبوب               | از برنامه کودک و نوجوان شبکه ۲ پخش می‌شد.                     |        |
| ۱۳۸۳      | هتل پاپلی                      | بازیگر       | محمدتقی رنجبر             | محصول مشترک گروه اجتماعی شبکه ۱ و سیمای مرکز مازندران (ساری) |        |
| ۱۳۸۲      | بچه‌های خیابان                  | بازیگر       | همایون اسعدیان            |                                                              |        |
| ۱۳۸۲–۱۳۸۱ | جزیره جادو                     | بازیگر       | سیامک شایقی               | برنامه کودک و نوجوان شبکه ۱                                  |        |
| ۱۳۸۱      | معصومیت از دست رفته            | بازیگر       | داوود میرباقری            | در نقش «ابو مسیّب»                                            |        |
| ۱۳۸۱      | بدون شرح                       | بازیگر مهمان | مهدی مظلومی               | شبکه ۳                                                       |        |
| ۱۳۸۱      | پاورچین                        | بازیگر       | مهران مدیری               | شبکه ۵                                                       |        |
| ۱۳۸۱      | از تو به یک اشاره              | بازیگر       | رضا فیاضی                 |                                                              |        |
| ۱۳۸۰      | طبقه وسط                       | بازیگر       | مهران غفوریان             |                                                              |        |
| ۱۳۸۰      | دیوار شیشه‌ای                   | بازیگر       | مهدی صباغ‌زاده             | شبکه ۲                                                       |        |
| ۱۳۸۰      | شب دهم                         | بازیگر       | حسن فتحی                  | شبکه ۱                                                       |        |
| ۱۳۸۰–۱۳۷۹ | نگین                           | بازیگر       | محمدرضا صمدپور            | برنامه کودک و نوجوان شبکه ۱                                  |        |
| ۱۳۷۹–۱۳۸۰ | چراغ جادو                      | بازیگر       | همایون اسعدیان            | شبکه ۱                                                       |        |
| ۱۳۸۰–۱۳۷۴ | خورشید شب                      | بازیگر       | سیروس مقدم فریبرز صالح    |                                                              |        |
| ۱۳۷۹      | نود شب                         | بازیگر       | مهران مدیری               | شبکه ۳                                                       |        |
| ۱۳۷۹      | معجزه ازدواج                   | بازیگر       | علی‌رضا خمسه               | شبکه ۲                                                       |        |
| ۱۳۷۹      | سایه‌ها                         | بازیگر       | غلامرضا رمضانی            |                                                              |        |
| ۱۳۷۸      | زیر آسمان شهر - سری اول        | بازیگر مهمان | مهران غفوریان             | شبکه ۳                                                       |        |
| ۱۳۷۸      | دردسر بزرگ                     | بازیگر       | علی عبدالعلی‌زاده          | در نوروز ۱۳۷۹ از شبکه ۲ پخش شد.                              |        |
| ۱۳۷۸      | دلبر آهنی                      | بازیگر       | مهدی صباغ‌زاده             | در نوروز ۱۳۷۹ از شبکه تهران پخش شد.                          |        |
| ۱۳۷۸      | قصه‌های شهرک سینمایی            | بازیگر       | بهزاد محمدی               | شبکه ۳                                                       |        |
| ۱۳۷۸–۱۳۷۷ | دانی و من                      | بازیگر       | علی عبدالعلی‌زاده          | شبکه تهران                                                   |        |
| ۱۳۷۷      | آن سفر کرده                    | بازیگر       | احمد نیک‌آذر               | این سریال، بخشی از مجموعه تلویزیونی قصه شب سیما بود.         |        |
| ۱۳۷۷      | مجتمع مسکونی فرخ و فرج         | بازیگر       | اصغر فرهادی               | در نوروز ۱۳۷۸ از شبکه ۲ پخش شد.                              |        |
| ۱۳۷۷      | روزی عقابی                     | بازیگر       | سیدمحمدرضا مفیدی          | شبکه ۳                                                       |        |
| ۱۳۷۶      | رد پا                          | بازیگر       | سیدمحمدرضا مفیدی          |                                                              | [ ۱۳ ] |
| ؟         | گل یخ                          | بازیگر       | داریوش جهانگیری           | نیمه دوم دهه هفتاد از برنامه سیمای خانواده پخش می‌شد.         |        |
| ۱۳۷۶      | گالری ۹                        | بازیگر       | غلامرضا رمضانی            | شبکه تهران                                                   |        |
| ۱۳۷۶      | جادوی مهتاب                    | بازیگر       | بهمن زرین‌پور              |                                                              |        |
| ۱۳۷۶      | ردپای دوست                     | بازیگر       | عباس رنجبر                | شبکه ۲                                                       | [ ۱۴ ] |
| ۱۳۷۶      | تله‌فیلم «استاد اعظم»           | بازیگر       | محرم زینال‌زاده            |                                                              | [ ۱۵ ] |
| ۱۳۷۶–۱۳۷۵ | تهران ۱۱–۵۹۵ ج ۴۸              | بازیگر       | مرضیه برومند              | بازی در اپیزود «تحقیق»                                       |        |
| ۱۳۷۵      | تله‌تئاتر «توراندخت»            | بازیگر       | رضا کرم‌رضایی              | شبکه ۲ کارگردان تلویزیونی: «سیمین دولو»                      |        |
| ۱۳۷۵      | مدرسه مادر بزرگ‌ها              | بازیگر       | غلامرضا رمضانی            | شبکه تهران                                                   |        |
| ۱۳۷۵      | چون سرو قد کشیدن               | بازیگر       | فریدون حسن‌پور             | گروه کودک و نوجوان شبکه ۲                                    | [ ۱۶ ] |
| ۱۳۷۵      | شب طویل عشق                    | بازیگر       | حمید صفایی                | واحد برون‌مرزی تلویزیون                                       | [ ۱۷ ] |
| ۱۳۷۵      | بهشت گم‌شده                     | بازیگر       | کامران قدکچیان            | شبکه ۳                                                       |        |
| ۱۳۷۵      | برگ سبز                        | بازیگر       | علی شوقیان                |                                                              |        |
| ۱۳۷۴–۱۳۷۵ | دبیرستان خضراء                 | بازیگر       | اکبر خواجویی              | شبکه ۲                                                       |        |
| ۱۳۷۴–۱۳۷۵ | سوخته‌دلان                      | بازیگر       | بهروز طاهری               | شبکه ۲                                                       |        |
| ۱۳۷۴      | راهیان                         | بازیگر       | علی بیابانی               | شبکه ۱                                                       |        |
| ۱۳۷۴      | مرد قانون                      | بازیگر       | جهانگیر جهانگیری          | شبکه ۱                                                       |        |
| ۱۳۷۴      | جهان وارونه                    | بازیگر       | بهمن زرین‌پور              | در نوروز ۱۳۷۵ از شبکه ۱ پخش شد.                              |        |
| ۱۳۷۴      | نابغه‌های قرن بیستم             | بازیگر       | حسین محب‌اهری              | شبکه ۳                                                       |        |
| ۱۳۷۴      | بی‌بی‌یون                        | بازیگر       | حسین پناهی                | شبکه ۱                                                       |        |
| ۱۳۷۳      | دوستان خوب                     | بازیگر       | فریدون حسن‌پور             | برنامه کودک و نوجوان شبکه ۲                                  |        |
| ۱۳۷۳      | همسران                         | بازیگر مهمان | بیژن بیرنگ مسعود رسام     | شبکه ۲                                                       |        |
| ۱۳۷۲      | یک حرف از هزاران               | بازیگر       | جهانگیر صمیمی‌فرد          | شبکه ۱ کارگردان تلویزیونی: «هرمز ناظم‌پور»                    |        |
| ۱۳۷۲      | لبخند زندگی                    | بازیگر       | محمد دستگردی              | شبکه ۱                                                       |        |
| ۱۳۷۱      | تابستانی سرشار از محبت         | بازیگر       | عباس رنجبر                |                                                              |        |
| ۱۳۷۱      | بازنشستگی                      | بازیگر       | رضا فیاضی                 | شبکه ۲                                                       |        |
| ۱۳۷۰      | تله‌فیلم «شکاف»                 | بازیگر       | محمدرضا خالقی             | این فیلم تلویزیونی در آغاز، «داستان نفت» نام داشت.           | [ ۱۸ ] |
| ۱۳۷۰      | قصه‌های زندگی                   | بازیگر       | رضا کرم‌رضایی              |                                                              |        |
| ۱۳۷۰      | این خانه دور است               | بازیگر       | بیژن بیرنگ مسعود رسام     | شبکه ۲ این سریال در آغاز، «بهشت کوچک» نام داشت.              |        |
| ۱۳۷۰      | مش‌خیرالله صندوقچه اسرار        | بازیگر       | داریوش مؤدبیان حسین فردرو | بازی در اپیزود «شتر و پنبه دانه»                             |        |
| ۱۳۶۹      | شاهدان کوچک                    | بازیگر       | غلامرضا رمضانی            | برنامه کودک و نوجوان شبکه ۱                                  |        |
| ۱۳۶۴      | تله‌فیلم «دوستم بدارید»         | بازیگر       | منوچهر تهماسبی            | صدا و سیمای مرکز تبریز                                       | [ ۱۹ ] |

### نمایش خانگی
| سال  | نام    | سمت    | کارگردان       | توضیحات           |
| ---- | ------ | ------ | -------------- | ----------------- |
| ۱۳۹۲ | شاهگوش | بازیگر | داوود میرباقری | پخش در شبکه خانگی |

## جوایز و افتخارات
نامزد سیمرغ بلورین بهترین بازیگر نقش دوم مرد نهمین دوره جشنواره فیلم فجر برای نقش آفرینی در فیلم آپارتمان شماره ۱۳.